# فيصل مرزوق
فيصل مرزوق لاعب كرة قدم سعودي.
التحق بنادي النصر في العام 1993 مع فريق الناشئين ولعب للفريق الأول 1995 انتقل آخر مشواره لفريق الرياض 2004.

## مشواره مع النصر
كان ضمن الفريق الذي حقق بطولة الدوري 1995 وكأس أندية الخليج 1996 وكأس أندية الخليج 1997 وكأس الاتحاد 1998 وبطولتي آسيا 1998، يمتلك أحد الأهداف القاتلة في الديربي حيث كان صاحب هدف التعادل في الدقيقة 91.52 في مباراة النصر والهلال التي انتهت 4/4 بعد أن كان فريقه متأخراً بأربعة أهداف مقابل لاشيء حتى آخر 25 دقيقة.

## مشواره مع المنتخب
لم يشارك مع المنتخب.

## إنجازاته
- دوري خادم الحرمين الشريفين 1995.
- كأس أندية الخليج 1996.
- كأس أندية الخليج 1997.
- كأس الاتحاد 1998.
- كأس أبطال الكؤوس الآسيوية 1998.
- كأس السوير الآسيوي 1998.